# George Salazar
George Ernest Salazar (Kissimmee, 7 de marzo de 1986) es un actor y cantante estadounidense, conocido por su trabajo en off-Broadway y Broadway. Debutó en Broadway en la reposición de Godspell de Stephen Schwartz en 2011. Salazar originó el papel de Michael Mell en Be More Chill (2015) y lo interpretó nuevamente fuera de Broadway (2018) y en Broadway (2019) en el Teatro Lyceum de Nueva York. También originó el papel de Grover en El ladrón del rayo: El musical de Percy Jackson y protagonizó la producción de Little Shop of Horrors del Pasadena Playhouse como Seymour Krelborn. En televisión tuvo un papel recurrente como George Conway en la serie limitada de FX Impeachment: American Crime Story (2016), y en 2025 debutó en cine aportando la voz y captura facial de Feliz, uno de los Siete Enanitos en la nueva versión de acción real de Disney de Blancanieves.

## Primeros años y educación
Salazar nació el 7 de marzo de 1986 en Kissimmee, Florida, y es de ascendencia filipina y ecuatoriana. De niño aspiraba a ser cirujano, pero en los dos últimos años de secundaria comenzó a enfocarse en el teatro.
Tras graduarse de la escuela secundaria, asistió a la Universidad de Florida, donde en 2008 obtuvo una licenciatura en Bellas Artes en teatro musical. Poco después se mudó a Nueva York para seguir su carrera como actor, debido a las limitadas oportunidades en su estado natal por su origen étnico: «Como artista étnico, no encajaba».

## Carrera

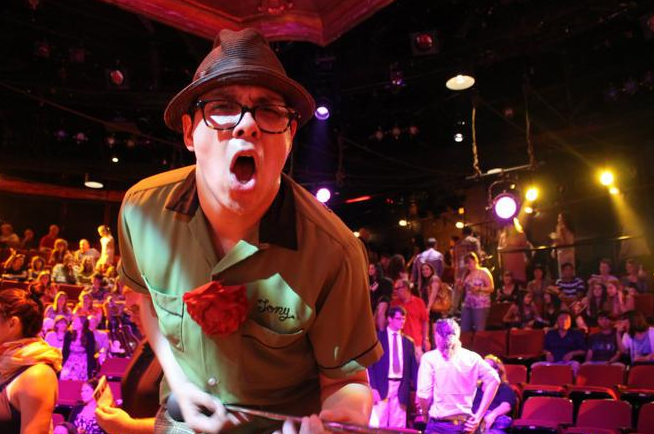
Salazar en la reposición de Godspell en Broadway

Su primera oportunidad profesional llegó en 2010, cuando fue elegido para interpretar a Otto en la segunda gira nacional del musical ganador del Premio Tony Spring Awakening. La producción recorrió Estados Unidos y Canadá, y finalizó en mayo de 2011. Tras la gira, se unió a la Actors' Equity Association.
En septiembre de 2011 se unió a la reposición por el 40.º aniversario de Godspell en Broadway, donde fue solista de «Light of the World», marcando su debut en Broadway. El espectáculo se presentó en el Circle in the Square Theatre y tuvo su última función el 24 de junio de 2012, con 30 preestrenos y 264 funciones. El elenco grabó un álbum con Sh-K-Boom Records. Durante la temporada, aparecieron en programas como Late Show with David Letterman, The View, The Rosie Show y la ceremonia de los Premios Tony.
En 2013 fue suplente en la producción off-Broadway de Here Lies Love en The Public Theater, de David Byrne y Fatboy Slim. En abril de 2014 regresó como miembro del elenco en la producción comercial de duración indefinida en el mismo teatro. La obra cerró el 4 de enero de 2015.
En 2015 interpretó a Michael Mell en el estreno de Be More Chill en el Two River Theater en Nueva Jersey. La producción concluyó el 28 de junio de ese año.
En 2016 interpretó a Michael en la reposición off-Broadway de Tick, Tick... Boom! en Theatre Row, del 20 de octubre al 18 de diciembre.
En 2017 encarnó a Grover y al Sr. D en el estreno off-Broadway de El ladrón del rayo. La temporada limitada fue del 23 de marzo al 6 de mayo.
En 2018 retomó el papel de Michael Mell en la reposición off-Broadway de Be More Chill en el Signature Theatre Company (julio-septiembre). En 2019, volvió a interpretar el personaje en Broadway, en el Teatro Lyceum, del 14 de febrero al 11 de agosto.
Ese mismo año protagonizó Little Shop of Horrors en el Pasadena Playhouse como Seymour Krelborn (17 de septiembre–20 de octubre), y cantó "Suddenly Seymour" en The Late Late Show with James Corden junto a Mj Rodriguez.
En 2021 fue Musidorus en Head Over Heels en Pasadena Playhouse (9 de noviembre–12 de diciembre), siendo su primer papel teatral tras el inicio de la pandemia de COVID-19. Además, era el primer espectáculo que tenía lugar en el Pasadena Playhouse desde el inicio de la pandemia.
En 2022 interpretó al agente Maxwell Fernsby en la radionovela digital As the Curtain Rises producida por Broadway Podcast Network.
En 2023 protagonizó el estreno mundial de The Bottoming Process de Nicholas Pilapil, interpretando a Milo Santos junto a Rick Cosnett, en el Centro LGBT de Los Ángeles (18 de mayo–12 de junio). El diario Culver City News calificó su actuación como un «tour de force».

## Vida personal
Salazar es un percusionista experimentado en batería y cajón. Salazar es homosexual.

## Filmografía

### Película
| Año  | Título                   | Papel          | Notas                              |
| ---- | ------------------------ | -------------- | ---------------------------------- |
| 2025 | Snow White               | Feliz          | Voz y captura de movimiento facial |
| TBA  | These Little Ones Perish | Father Ramirez |                                    |

### Televisión
| Año       | Título                            | Papel         | Notas                                                                                              |
| --------- | --------------------------------- | ------------- | -------------------------------------------------------------------------------------------------- |
| 2016      | Divorce                           | Árbitro       | Episodio: "Another Party"                                                                          |
| 2017      | Bull                              | Foley         | Episodio: "What's Your Number?"                                                                    |
| 2019-2020 | Superstore                        | Eric Sosa     | Episodios: "Curbside Pickup", "Sandra's Wedding", "The Trough", "Deep Cleaning", "All Sales Final" |
| 2020      | Nancy Drew                        | Sal           | Episodios: "The lady of larkspur lane", "The Whisper Box"                                          |
| 2021      | Impeachment: American Crime Story | George Conway | Papel recurrente                                                                                   |
| 2022      | Alice's Wonderland Bakery         | Dad Hatter    | Episodio: "Another Alice"                                                                          |

## Teatro
| Año     | Obra                   | Papel                        | Localización                  | Nivel de la producción |
| ------- | ---------------------- | ---------------------------- | ----------------------------- | ---------------------- |
| 2010    | Spring Awakening       | Otto                         | Varios escenarios             | Gira nacional          |
| 2011–12 | Godspell               | "Light of the World" soloist | Circle in the Square Theatre  | Broadway               |
| 2013    | F#%king Up Everything  | Drummer                      | Elektra Theatre               | Off-Broadway           |
| 2013    | Here Lies Love         | Male swing                   | The Public Theater            | Off-Broadway           |
| 2014    | Here Lies Love         | Ensemble                     | The Public Theater            | Off-Broadway           |
| 2015    | Be More Chill          | Michael Mell                 | Two River Theater             | Regional               |
| 2016    | Tick, Tick... Boom!    | Michael                      | Acorn Theater at Theater Park | Off-Broadway           |
| 2017    | El Ladrón del Rayo     | Grover/Mr. D                 | Lucille Lortel Theatre        | Off-Broadway           |
| 2018    | Be More Chill          | Michael Mell                 | Signature Theatre Company     | Off-Broadway           |
| 2019    | Be More Chill          | Michael Mell                 | Lyceum Theatre                | Broadway               |
| 2019    | Little Shop of Horrors | Seymour Krelborn             | Pasadena Playhouse            | Regional               |
| 2021    | Head Over Heels        | Musidorus                    | Pasadena Playhouse            | Regional               |
| 2023    | The Bottoming Process  | Milo Santos                  | IAMA Theatre Company          | Regional               |
| 2024    | Glory Days             | Skip                         | Symphony Space                | Off-Broadway           |
| 2024    | La jaula de las locas  | Jacob                        | Pasadena Playhouse            | Regional               |

## Premios y nominaciones
| Año  | Premio                                                        | Categoría                                  | Espectáculo        | Resultado |
| ---- | ------------------------------------------------------------- | ------------------------------------------ | ------------------ | --- |
| 2017 | Premio Drama desk                                             | Mejor actor destacado en un musical        | El Ladrón del Rayo | \|rowspan="" style="background-color: var(--background-color-error-subtle, #fee7e6); color:inherit;; text-align:center; vertical-align:middle;" \| Nominada  |
| 2019 | Lucille Lortel Award                                          | Mejor actor destacado en un musical        | Be More Chill      | \|rowspan="" style="background-color:var(--background-color-success-subtle, #d5fdf4); color:inherit;; text-align:center; vertical-align:middle;" \| Ganadora |
| 2019 | Outer Critics Circle Award                                    | Mejor actor destacado en un musical        | Be More Chill      | \|rowspan="" style="background-color: var(--background-color-error-subtle, #fee7e6); color:inherit;; text-align:center; vertical-align:middle;" \| Nominada  |
| 2019 | Drama Desk Award                                              | Mejor actor destacado en un musical        | Be More Chill      | \|rowspan="" style="background-color: var(--background-color-error-subtle, #fee7e6); color:inherit;; text-align:center; vertical-align:middle;" \| Nominada  |
| 2019 | Premios del público de Broadway.com                           | Mejor Actor de Reparto en un Musical       | Be More Chill      | \|rowspan="" style="background-color:var(--background-color-success-subtle, #d5fdf4); color:inherit;; text-align:center; vertical-align:middle;" \| Ganadora |
| 2019 | Premios del público de Broadway.com                           | Pareja Escénica Favorita (con Will Roland) | Be More Chill      | \|rowspan="" style="background-color:var(--background-color-success-subtle, #d5fdf4); color:inherit;; text-align:center; vertical-align:middle;" \| Ganadora |
| 2019 | Premios de elección de los fanáticos del teatro BroadwayWorld | Mejor Actor de Reparto en un Musical       | Be More Chill      | \|rowspan="" style="background-color:var(--background-color-success-subtle, #d5fdf4); color:inherit;; text-align:center; vertical-align:middle;" \| Ganadora |

## Discografía
| Año  | Álbum                                                 | Compositor                    | Papel                           | Discográfica       |
| ---- | ----------------------------------------------------- | ----------------------------- | ------------------------------- | ------------------ |
| 2011 | Godspell (The New Broadway Cast Recording)            | Stephen Schwartz              | solista de "Light of the World" | Sh-K-Boom Records  |
| 2014 | Moment By Moment                                      | Alexander Sage Oyen           | N/A                             | Independiente      |
| 2015 | Be More Chill Original Cast Recording                 | Joe Iconis                    | Michael Mell                    | Sh-K-Boom Records  |
| 2016 | Brooklyn Crush (Original Off-Broadway Cast Recording) | David Eric Davis y Sam Forman | The Drummer                     | Broadway Records   |
| 2017 | The Lightning Thief (Original Cast Recording)         | Rob Rokicki                   | Grover/Mr. D                    | Broadway Records   |
| 2018 | Two-Player Game                                       | Joe Iconis                    | Michael Mell                    | Sh-K-Boom Records  |
| 2019 | Be More Chill (Original Broadway Cast Recording)      | Joe Iconis                    | Michael Mell                    | Sh-K-Boom Records  |
| 2019 | The Jonathan larson Project                           | Jonathan larson               |                                 | Ghostlight Records |
| 2021 | In Pieces: A New Musical (Highlights)                 | Joey Contreras                |                                 | Broadway Records   |